# Trichotosia uniflora
Trichotosia uniflora är en orkidéart som först beskrevs av Jeffrey James Wood, och fick sitt nu gällande namn av André Schuiteman och Jeffrey James Wood. Trichotosia uniflora ingår i släktet Trichotosia och familjen orkidéer. Inga underarter finns listade i Catalogue of Life.